# Putty
Putty è un videogioco a piattaforme del 1992 sviluppato da System 3 per Amiga. Il gioco ha ricevuto una conversione per Super Nintendo Entertainment System dal titolo Super Putty, distribuito in Giappone come Power Moon (パティームーン?), e un sequel per Super Nintendo, Putty Squad.